# José Francisco Reinoso
Pour les articles homonymes, voir Reinoso (homonymie).
José Francisco Reinoso Zayas, né le 20 mai 1950 à Encrucijada, dans la province de Las Villas (actuellement province de Villa Clara), est un footballeur international cubain qui évoluait au poste de gardien de but, avant de se reconvertir en journaliste puis dirigeant sportif de son pays.

## Biographie

### Joueur

#### Carrière en club
Joueur du FC Azucareros dans les années 1970, il a l'occasion de remporter deux championnats (1974 et 1976) avant de passer au FC Villa Clara où il s'octroie le titre deux fois d'affilée en 1980 et 1981. Alors qu'il se trouve à l'apogée de sa carrière, il tire sa révérence le 10 octobre 1982 à seulement 32 ans.

#### Carrière en sélection
Titulaire indiscutable au sein de l'équipe de Cuba dans les années 1970, José Francisco Reinoso dispute pratiquement toutes les compétitions de cette décennie, dont la Coupe des nations de la CONCACAF 1971 (5 matchs disputés) et les éliminatoires des Coupes du monde 1978 et 1982 (9 matchs en tout).
Présent dans le groupe des sélectionnés lors des Jeux olympiques de 1976, il y joue les deux rencontres que son pays dispute contre la Pologne (0-0) et l'Iran (0-1). Rappelé de nouveau en 1980, il voit son coéquipier Fermin Madera lui ravir la place de titulaire.

### Dirigeant
Une fois sa carrière sportive terminée, il devient journaliste puis président de la Fédération cubaine de football (AFC) de 1988 à 1998. Son ancien coéquipier en sélection Luis Hernández Heres lui succède à ce poste.

## Palmarès

### En club
- FC Azucareros
  - Champion de Cuba en 1974 et 1976[3].

- FC Villa Clara
  - Champion de Cuba en 1980 et 1981[3].

### En équipe de Cuba
- Vainqueur des Jeux d'Amérique centrale et des Caraïbes en 1970, 1974 et 1978[4].
- Finaliste des Jeux panaméricains en 1979[4].